# Szlak Rowerowy Czarnego Morza
Szlak Rowerowy Czarnego Morza – szlak rowerowy oznaczony kolorem zielonym (trasa nr 467), znajdujący się w całości na terenie Sosnowca. Nazwa szlaku nawiązuje do historycznej, znanej już w XV wieku leśnej osady położonej wśród bagnistej części puszczy Pakosznica (okolice obecnej dzielnicy Porąbka i Kazimierz Górniczy). Od torfiastych moczarów osadę tę nazywano dawniej Czarnym Morzem, wcześniej Pustkowiem. Są to okolice dzisiejszych ulic A. Fredry, W. Broniewskiego, B. Jasieńskiego i Nowej.
Szlak ten łączy dwa szlaki: szlak Lasu Zagórskiego i szlak Dawnego Pogranicza. Trasa prowadzi w większości bocznymi asfaltowymi ulicami Sosnowca, ale również przez odcinek drogi polnej. 

## Parametry trasy
- długość trasy wynosi 15 km;
- nawierzchnia:
  - drogi asfaltowe: 80%
  - drogi gruntowe i ścieżki: 20%

## Przebieg
Park im. J. Kuronia (Sosnowiec Kazimierz) – Czarne Morze (ul. Aleksandra Fredry, ul. Broniewskiego, ul. Mikołaja Reja) – Sosnowiec Porąbka (ul. Wiejska, ul. Ignacego Łukasiewicza) – Park im. W. Mazura Osiedle Juliusz (ul. Minerów, ul. Grenadierów, szlak wzdłuż torów) – Sosnowiec Browar (ul. Upadowa – wzdłuż torów kolejowych) – Sosnowiec Dańdówka (ul. Kujawska, ul. Okulińskiego) – Sosnowiec Niwka (ul. Bronowa, ul. Szybowa, ul. Tuwima) – Park Leśny – Sosnowiec Modrzejów (ul. Biała Przemsza, wzdłuż koryta Białej Przemszy, ul. Adama Śliwki, ul. Słodowa)  – Trójkąt Trzech Cesarzy.

## Opis
Początek szlaku rozpoczyna się w Parku im. Kuronia (Park Leśna). Trasa szlaku biegnie ulicami dzielnicy Czarne Morze, obok kościoła pod wezwaniem Matki Boskiej Częstochowskiej dalej ulicami dzielnicy Porąbka. Za skrzyżowaniem z ul. Wileńską szlak prowadzi drogami polnymi wzdłuż rzeki Bobrek, a następnie nieutwardzoną drogą gruntową obok torów kolejowych. Po niewielkim odcinku prowadzącym drogami, ponownie szlak biegnie ścieżkami nieutwardzonymi wzdłuż koryta Białej Przemszy. 
W znacznej większości szlak przebiega ulicami i drogami utwardzonymi o znikomym natężeniu ruchu. W dwóch miejscach przecina ruchliwe skrzyżowania, między innymi z ul. Wileńską oraz ul. Imielińskiego. Do największych atrakcji szlaku należy kościół Matki Boskiej Częstochowskiej, tereny w dolinie Białej Przemszy, Park Leśna oraz Trójkąt Trzech Cesarzy.

## Połączenia z innymi szlakami
- Szlak Rowerowy Lasu Zagórskiego prowadzący od dzielnicy Zagórze do Parku im. Jacka Kuronia; Połączenie w Parku im. Jacka Kuronia;[1]
- Szlak Rowerowy Dawnego Pogranicza prowadzący od Trójkąta Trzech Cesarzy do Parku Tysiąclecia; Połączenie w okolicy Trójkąta Trzech Cesarzy[1]